# Colias nebulosa
Colias nebulosa é uma borboleta da família Pieridae. É encontrada no Leste Paleártico (Tibete e China).

## Subspecies
- C. n. nebulosa
- C. n. karoensis Hoshiai & Rose, 1998
- C. n. niveata Verity, [1909]
- C. n. pugo Evans, 1924
- C. n. richthofeni O. Bang-Haas, 1927
- C. n. sungpani O. Bang-Haas, De 1927

## Taxonomia
Foi aceite como uma espécie por Josef Grieshuber & Gerardo Lamas